# Bregovina
Bregovina (cyr. Бреговина) – wieś w Serbii, w okręgu toplickim, w mieście Prokuplje. W 2011 roku liczyła 33 mieszkańców.